# Murato (Haute-Corse)
Murato település Franciaországban, Haute-Corse megyében. Lakosainak száma 564 fő (2022. január 1.). Murato Vallecalle, Campitello, Rutali, Bigorno, Scolca, Piève és Rapale községekkel határos.

## Népesség
A település népességének változása:
| Lakosok száma | 538  | 533  | 565  | 590  | 618  | 601  | 600  | 577  | 565  | 564  |
|               | 1968 | 1982 | 1990 | 2006 | 2013 | 2015 | 2017 | 2019 | 2020 | 2022 |